# Formação Horseshoe Canyon
A Formação Horseshoe Canyon é uma formação geológica da Bacia Sedimentar do Canadá Ocidental no sudoeste de Alberta. Ela recebe o nome de Horseshoe Canyon, uma área de terras áridas perto de Drumheller.

## Descrição
A Formação Horseshoe Canyon faz parte do Grupo Edmonton. Em sua seção tipo (Red Deer River Valley em Drumheller), tem ~250 metros de espessura, mas mais a oeste a formação é mais antiga e espessa, excedendo 500 metrosperto de Calgary. É datada do Cretáceo Superior, estágios Campaniano ao Maastrichtiano inicial, e é composta de lamito, arenito, xistos carbonáceos e veios de carvão. Uma variedade de ambientes em disposição são representados na sucessão, incluindo planícies de inundação, canais estuarinos e pântanos de carvão, que produziram uma diversidade de material fóssil.

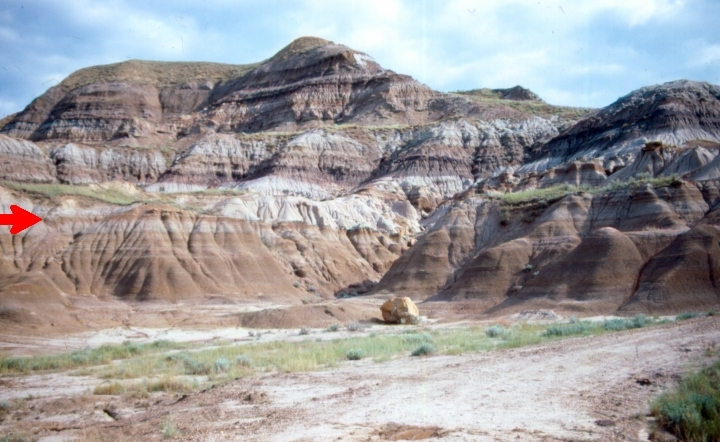
Contato (seta vermelha) entre os xistos marinhos subjacentes da Formação Bearpaw e a Formação Horseshoe Canyon costeira. Leitos de carvão (faixas pretas) são comuns na Formação Horseshoe Canyon e foram formados em pântanos costeiros

A Formação Horseshoe Canyon aflora extensivamente na área ao redor de Drumheller, bem como mais ao norte ao longo do Rio Red Deer perto de Trochu e ao longo do Rio North Saskatchewan em Edmonton. É coberta pelas formações Battle e Scollard. A Zona de Carvão Drumheller, localizada na parte inferior da Formação Horseshoe Canyon, foi minerada para carvão sub-betuminoso na área de Drumheller de 1911 a 1979, e a Mina de Carvão Atlas em Drumheller foi preservada como um Sítio Histórico Nacional.

## Paleofauna
Os dinossauros encontrados na Formação Horseshoe Canyon incluem Albertavenator, Albertosaurus, Anchiceratops, Anodontosaurus, Arrhinoceratops, Atrociraptor, Epichirostenotes, Edmontonia, Edmontosaurus, Hypacrosaurus, Ornithomimus, Pachyrhinosaurus, Parksosaurus, Saurolophus e Struthiomimus. Outras descobertas incluíram mamíferos como Didelphodon coyi, répteis não dinossauros, anfíbios, peixes, invertebrados marinhos e terrestres e fósseis de plantas. Répteis como tartarugas e crocodilos são raros na Formação Horseshoe Canyon, e isso foi pensado para refletir o clima relativamente frio que prevalecia na época. Um estudo de Quinney et al. (2013), no entanto, mostrou que o declínio na diversidade de tartarugas, que era anteriormente atribuído ao clima, coincidiu com mudanças nas condições de drenagem do solo, e foi limitado pela aridez, instabilidade da paisagem e barreiras migratórias.